# Кастиљоне (Верона)
Кастиљоне (итал. Castiglione) је насеље у Италији у округу Верона, региону Венето.
Према процени из 2011. у насељу је живело 270 становника. Насеље се налази на надморској висини од 42 м.